# Agrypnus insularis
Agrypnus insularis es una especie de escarabajo del género Agrypnus, tribu Agrypnini, familia Elateridae. Fue descrita científicamente por Candèze en 1874.
Se distribuye por Malasia (Malaca, Sarawak), Indonesia (islas Molucas, Bacan) y Nueva Guinea.